# Torsten Flodén
Torsten Birger Alexis Flodén, född 26 juni 1910 i Jönköpings Sofia församling, död 29 december 1948 i Oscars församling i Stockholm, var en svensk kortfilmsregissör, manusförfattare och sångtextförfattare. 

## Biografi
Torsten Flodén var son till läroverksadjunkten Alexis Flodén och Märtha Hedén. Efter studentexamen 1930 vid Jönköpings högre allmänna läroverk studerade han film och journalistik i Berlin och Paris. Han var filmkorrespondent för olika svenska tidningar och tidskrifter, exempelvis Dagens Nyheter och Filmjournalen, från Berlin och Paris 1930–1931, periodisk medarbarbetare på Stockholms Dagblads Berlinredaktion 1930–1931 och medarbetare hos Dagens Nyheter från 1932. Han blev redaktör för Dagens Nyheters söndagsbilaga 1940.
Han gjorde utlandsresor till Berlin, hösten 1932 för Dagens Nyheter, Paris, London sommaren 1933 (filmstudier), Warszawa, Wien (filmfestveckorna) och Budapest sommaren 1934.
Torsten Flodén författade Jorden runt på 30 dagar (1937), men skrev också filmmanus till Atlantäventyret (1935), Hennes melodi (1940), Så tuktas en äkta man (1941) samt ett flertal kortfilmer.

### Familj
Torsten Flodén var gift första gången 1933–1935 med Britta Marfelt (1912–1975), omgift med Lars Saxon, andra gången 1939–1941 med skådespelaren Sonja Wigert (1913–1980), tredje gången 1943–1945 med Ingegerd Birkestam (1921–2017), omgift Thelander, och fjärde gången från mars 1948 med Hedvig Maria Sandstedt (1915–1990), omgift Eriksson. Samma månad som han ingick äktenskap blev han far till en son, men i december avled Flodén vid 38 års ålder. Han är begravd i föräldrarnas familjegrav på Slottskyrkogården i Jönköping.

## Filmografi i urval

### Regi
- 1938 – Promenaden genom Hollywood
- 1938 – Sommarbarn på sommargård
- 1942 – Tur i Tunisien

### Filmmanus
- 1933 – Kanske en diktare
- 1934 – Atlantäventyret
- 1934 – Synnöve Solbakken
- 1940 – Hennes melodi
- 1941 – Lasse-Maja
- 1942 – En äventyrare
- 1945 – Rosen på Tistelön
- 1946 – Möte i natten
- 1947 – Nattvaktens hustru